# Giovanni D'Orlandi
Giovanni D'Orlandi (Alessandria d'Egitto, 1º ottobre 1917 – Atene, 25 settembre 1973) è stato un diplomatico italiano.
Ambasciatore di grande esperienza, in buona sintonia con il ministro Amintore Fanfani e fervente cattolico, insegnò presso l'Università Johns Hopkins di Baltimora. Tra i suoi alunni vi fu Mario Sica che ritrovò più tardi come collaboratore a Saigon.

## Carriera diplomatica
Giovanni D'Orlandi nasce ad Alessandria d'Egitto nel 1917. Nel 1939 si è laureato in Giurisprudenza presso l'Università di Roma e nel novembre del 1940 è stato nominato volontario nella carriera diplomatica dopo aver sostenuto l'esame di concorso. All'inizio della Seconda guerra mondiale fu fatto prigioniero dagli inglesi mentre era su un mercantile che venne intercettato. Venne internato in India fino alla fine del conflitto, dal 1940 al 1946. Finita la guerra rientrò in Italia dove prestò servizio presso il Ministero degli Esteri a partire dal 1948.
Nello stesso anno fu nominato Segretario della delegazione italiana con il compito di condurre le trattative in materia economica con il Regno Unito. Successivamente, alla fine del 1948, ha ricoperto il ruolo di Segretario della delegazione italiana per la conduzione di trattative economiche con l'Austria. Nel 1950 è prima Vice console ad Agen in Francia e poi viene trasferito alla Rappresentanza Permanente presso l'O.E.C.E dove presiede il C.O.C.O.M. nella capitale francese. Tale incarico durerà fino al 1957. Nel luglio del 1956 viene nominato Consigliere di Legazione. Rientrato a Roma, assume il ruolo di Capo dell'Ufficio VI della Direzione Generale per gli Affari Economici presso il Ministero degli Esteri. Nel 1958 è Capo di Gabinetto del Ministro delle Partecipazioni Statali. Nel 1959 viene nominato Consigliere d'Ambasciata. A partire dallo stesso anno è capo dell'ufficio Sud Est asiatico della Direzione Generale degli Affari Politici fino al 1962.
Ambasciatore italiano a Saigon dal 17 luglio 1962 al 4 aprile 1967 ed Inviato Straordinario e Ministro Plenipotenziario a Vientiane (Laos) e Phnom Penh (Cambogia) a partire dallo stesso anno. Quale Ambasciatore accreditato presso tali sedi, egli svolse un ruolo di primissimo piano nei 3 tentativi di pace italiani alla Guerra del Vietnam tra il 1965 ed il 1968; in tale vicenda Giovanni D'Orlandi ebbe come stretto collaboratore l'allora giovane Mario Sica. 
Sacerdoti vietnamiti, o missionari come don Mario Acquistapace, e diplomatici come il Delegato apostolico monsignor Salvatore Asta, che D’Orlandi ha conosciuto al suo arrivo a Saigon, diventarono suoi amici fidati e consiglieri..
D'Orlandi ammirava l'opera del nunzio apostolico avversa alla identificazione fra Chiesa vietnamita e il regime del cattolico Ngô Đình Diệm.
Allo stesso tempo, era per una soluzione che stabilizzasse il regime di Diem per arginare il Comunismo; Anche il Vaticano aveva dato mandato a Mons. Asta affinché favorisse la cosiddetta soluzione Diem senza Nhu, con il previsto allontanamento del fratello Nhu dal potere, come era anche nei piani americani. Su tali avvenimenti è stato pubblicato postumo il diario di D'Orlandi. La grande professionalità di D'Orlandi fu apprezzatissima dai politici sudvietnamiti e dagli stessi americani (tra questi vi fu Henry Cabot Lodge, grande suo estimatore); l'ambasciatore italiano fu un punto di riferimento in più circostanze.
Rientrato a Roma per motivi di salute, servì poi come Ispettore Generale del Ministero degli Affari Esteri e degli Uffici all'estero fino al novembre 1968 quando divenne ambasciatore italiano in Grecia ad Atene. Tale incarico durò fino alla sua morte, avvenuta il 25 settembre 1973 per una malattia del sangue contratta durante la Seconda guerra mondiale allorché era prigioniero degli alleati in India, e peggiorata durante il suo soggiorno a Saigon. Una significativa descrizione di D'Orlandi è stata fatta da Mario Sica:
" Per D'Orlandi la diplomazia era un mestiere che richiedeva un'alta professionalità, fatta soprattutto di attenzione alle piccole cose, ai dettagli apparentemente formali, burocratici o senza importanza, in cui però il bravo diplomatico sa scoprire talora uno spunto d'azione o di valutazione politica."

## Opere
- Giovanni D'Orlandi, Diario vietnamita, 1962-1968, Roma, Edizione Trentagiorni Società cooperativa, 2006.